# Myrmica kotokui
Myrmica kotokui är en myrart som beskrevs av Auguste-Henri Forel 1911. Myrmica kotokui ingår i släktet rödmyror, och familjen myror. Inga underarter finns listade i Catalogue of Life.